# 祖別伊基
50°9′24″N 23°43′26″E / 50.15667°N 23.72389°E
祖別伊基（烏克蘭語：Зубейки），是烏克蘭西部的村莊，隸屬利維夫州的利維夫區。該村始建於1993年，面積17.9平方公里，2001年人口530，人口密度每平方公里29.6人。